# Одводилац малог прста
Одводилац малог прста стопала 